# 蕾夢娜·葛瑞
蕾夢娜·葛瑞（英語：Romola Garai，1982年8月6日—），是英國演員、藝術家、作家和導演。她以其在電影《奇異恩典》、《贖罪》、《榮耀三九年》及BBC電視劇《演播時刻》裡的出色演出而有名。

## 早年經歷
葛瑞在1982年出生在香港，她的父母是英國人。她的父親阿德里安·E·R·葛瑞是一名銀行經理。她的名字Romola是義大利語男性名Romolo的女性化版本，這個名字起源於羅馬城的建立者之一的羅慕斯。她的父系家族有猶太人背景。
葛瑞是家中四個孩子的第三個。她在3歲時搬到新加坡，並在5歲時搬到威爾特郡。她早期在斯托納學校讀書，並在16歲時進入倫敦市女子學校讀書。她在倫敦瑪麗王后大學讀英語文學，後來轉學至英國公開大學。